# VeggieTales
VeggieTales este o serie animată de copii creată de Big Idea Entertainment, care conține legume antropomorfe în povestiri care transporta teme morale bazate pe creștinism. În România a fost difuzat pe canalul TVR 1.

## Istorie
Serialul a fost creat de Phil Vischer și Mike Nawrocki când au vrut să creeze o serie de videoclipuri care îi învață pe copii despre povestiri și lecții din Biblie, in timp ce făcând-o distractivă.
Phil a început inițial în 1990, când dorea să folosească bare de bomboane ca bază. Cu toate acestea, soția lui a contestat ideea, crezând că a avut o influență negativă asupra copiilor. A tras un castravete și a crezut că este cea mai bună alegere, legume. El a ales aceste obiecte pe măsură ce a spus ele că sunt ușor de animat în comparație cu personajele cu membrele, hainele sau părul din cauza limitărilor privind grafica 3D la începutul anilor '90.
Phil a colaborat apoi cu Mike Nawrocki, care au făcut ambele emisiuni de marionete în colegiul biblic.
În cele din urmă, schițele pe care Phil le-a atras de fructe și legume au devenit baza pentru VeggieTales.
Numele în sine a venit de la Mike Nawrocki, deoarece a simțit că este un titlu bun, deoarece era vorba despre legume care povesteau povesti.
În timp ce Povestea jucăriilor este considerat primul film animat care folosește imaginile pe calculator pentru film, VeggieTales este prima serie video care folosește acest tip de animație înainte de lansarea filmului.
Seria a început cu doar unul sau două episoade pe an, până când compania a produs în cele din urmă trei episoade pe an începând cu 2014. De atunci, nu s-au produs noi episoade din serie, probabil datorită faptului că Big Idea Entertainment este prea ocupată creând și concentrându-se pe Povești cu legume: În casa (engleză VeggieTales in the House).

## Episoade
| Premierele | N/o | Titlu român | Titlu englez                                         |
| ---------- | --- | ----------- | ---------------------------------------------------- |
| 21.12.1993 | 01  |             | Where's God When I'm S-Scared?                       |
| 28.10.1994 | 02  |             | God Wants Me To Forgive Them!?!                      |
| 03.01.1995 | 03  |             | Are You My Neighbor?                                 |
| 01.10.1995 | 04  |             | Rack, Shack & Benny                                  |
| 21.03.1996 | 05  |             | Dave and the Giant Pickle                            |
| 09.10.1996 | 06  |             | The Toy That Saved Christmas                         |
| 01.03.1997 | 07  |             | A Very Silly Sing-Along!                             |
| 11.04.1997 | 08  |             | Larry-Boy! and the Fib from Outer Space!             |
| 05.11.1997 | 09  |             | Josh and the Big Wall!                               |
| 18.07.1998 | 10  |             | Madame Blueberry                                     |
| 24.11.1998 | 11  |             | Silly Sing-Along 2: The End of Silliness?            |
| 27.07.1999 | 12  |             | Larry-Boy and the Rumor Weed                         |
| 01.04.2000 | 13  |             | King George and the Ducky                            |
| 30.09.2000 | 14  |             | Esther... The Girl Who Became Queen                  |
| 24.03.2001 | 15  |             | Lyle the Kindly Viking                               |
| 15.09.2001 | 16  |             | The Ultimate Silly Song Countdown                    |
| 30.06.2002 | 17  |             | Jonah Sing-Along Songs and More!                     |
| 29.10.2002 | 18  |             | The Star of Christmas                                |
| 20.05.2003 | 19  |             | The Wonderful World of Auto-Tainment!                |
| 05.08.2003 | 20  |             | The Ballad of Little Joe                             |
| 10.03.2004 | 21  |             | An Easter Carol                                      |
| 18.05.2004 | 22  |             | A Snoodle's Tale                                     |
| 31.08.2004 | 23  |             | Sumo of the Opera                                    |
| 08.03.2005 | 24  |             | Duke and the Great Pie War                           |
| 25.06.2005 | 25  |             | Minnesota Cuke and the Search for Samson's Hairbrush |

## Filme
- Jonah: A VeggieTales Movie (2002)
- Piratii care nu fac nimic: Povești în țara legumelor (2008)